# La Bête (mini-série)
Pour les articles homonymes, voir La Bête.
Pour plus de détails, voir Fiche technique et Distribution.
La Bête (The Beast) est une mini-série américaine de suspense en deux parties réalisée par Jeff Bleckner sur le scénario de J. B. White d'après le roman éponyme Beast de Peter Benchley, auteur de Les Dents de la mer, produite par ce dernier et Dan Wigutow, mettant en scène William L. Petersen, Karen Sillas et Charles Martin Smith. Elle a été diffusée aux États-Unis les 28 et 29 avril 1996 sur le réseau NBC.

## Synopsis
Une créature attaque les habitants de Grave Point, une petite station balnéaire, que personne ne parvient à traquer…

## Histoire
Première partie
Tout commence par la disparition d'un couple en pleine nuit romantique à bord de son voilier. Ce n'est que le lendemain qu'un pêcheur Whip Dalton (William L. Petersen) et ses acolytes constatent un canot de sauvetage vide que, par la suite, la police de mer souhaite de récupérer et, en leur passant, un curieux objet ressemblant à une énorme griffe tombe par terre. Whip Dalton la découvre aussitôt. Il tente de l'envoyer à une université pour l'analyser, mais finira par être dans les mains des biologistes marins, notamment le docteur Herbert Talley (Ronald Guttman). Ce dernier affirme que la griffe appartient à un Architeuthis dux, précisément un calamar géant et prévient Whip Dalton de son arrivée à Grave Point afin de voir cette bête. Le maire de Grave Point, une petite station balnéaire, Schuyler Graves (Charles Martin Smith) essaie de convaincre Whip Dalton d'exterminer le calamar géant, mais ce dernier refuse. C'est Lucas Coven (Larry Drake), l'alcoolique insupportable, qui le remplace et réussit à tuer la bête qu'il ramène ensuite au port avec fierté. Le maire l'a vendue assez rapidement à Osborne Manning (Denis Arndt), le propriétaire de Sea World.
Deuxième partie
Après avoir étudié la carcasse du calamar mort, les scientifiques déterminent que cette bête d'une dizaine de mètres n'est qu'un bébé de trois mois et que sa mère ne doit pas être loin. Effectivement, cette dernière se venge en attaquant le submersible fabriqué par le Docteur Herbert Talley pour explorer le monde des calamars et les équipiers à l'intérieur se font sauvagement tuer. Grâce au conseil de sa fille Dana (Missy Crider), Whip Dalton finit par changer d'avis : avec le Docteur Herbert Tailley et Osborne Manning, il accepte de tuer le monstre à deux conditions, qu'il utilise son propre bateau et que le maire l'accompagne. Quand il déclenche une surprise sur son navire, l'agent des garde-côtes le lieutenant Kathryn Marcus (Karen Sillas) y participe aussi, ce qui déplaît un peu à Whip. En pleine mer, c'est dans la nuit que la créature apparait à l'écran. Osborne Manning est armé d'un fusil à fléchettes remplies de cyanure et réussit à la traquer. Alors qu'ils sont censés rentrer chez eux, le bateau tombe en panne. Whip Dalton apprend que la bête n'est pas morte, mais seulement sous tranquillisant. Furieux du mensonge du propriétaire de Sea World, Whip Dalton coupe immédiatement les fils de fer avant que la bête ne se réveille : c'est trop tard, elle attaque le navire en tuant le docteur et le propriétaire ainsi que le maire. Après avoir répandu les fûts de carburant sur le pont, Whip Daton et Kathrin Marcus sont sauvés en montant à l'échelle de l'hélicoptère piloté par un garde-côte qu'ils ont alerté auparavant. À la suite d'un tir de lance-fusée, le bateau explose et la bête meurt.

## Fiche technique
- Titre original : The Beast
- Titre français : La Bête
- Réalisateur : Jeff Bleckner
- Scénario : J. B. White, d'après le roman éponyme Beast de Peter Benchley
- Direction artistique : Colin Gibson
- Décors : Owen Paterson
- Costumes : Margot Wilson
- Photographie : Geoff Burton
- Montage : Tod Feuerman
- Musique : Don Davis
- Production : Peter Benchley et Dan Wigutow
- Société de production : Dan Wigutow Productions et Michael R. Joyce Productions
- Pays d'origine : États-Unis
- Langue originale : anglais
- Format : couleur - 1.33 : 1 - 35 mm
- Genre : suspense
- Durée : 176 minutes
- Dates de premières diffusions :
  -  États-Unis : 28 avril 1996 et 29 avril 1996 sur NBC
  -  France : 17 février 1997 et 24 février 1997 sur France 2

## Distribution
- William L. Petersen (VF : Bernard Métraux) : Whip Dalton
- Ronald Guttman : le professeur Herbert Talley
- Karen Sillas (VF : Dominique Vallée) : le lieutenant Kathryn Marcus
- Larry Drake : Lucas Caven
- Charles Martin Smith : Schuyler Graves
- Missy Crider (VF : Valérie Siclay) : Dana Dalton
- Sterling Macer Jr : Mike Newcombe
- Denis Arndt (VF : Michel Paulin) : Osborne Manning
- Adrienne-Joi Johnson (en) : Nell Newcombe
- Murray Bartlett : Christopher Lane

## Production
La Bête est une adaptation d'un roman éponyme (Beast, 1991) de Peter Benchley, connu pour avoir écrit Les Dents de la mer, dont l'histoire y ressemble fortement sauf que le fameux requin blanc est remplacé par un calamar géant.
Bien que la télésuite soit américaine, le tournage a été effectué en Australie, précisément à Sydney dans le New South Wales.
Le scientifique de la mini-série identifie la bête comme étant un Architeuthis dux, alias le Calmar géant, à partir d'un crochet provenant d'un tentacule. Or le calmar géant ne possède pas de crochet dans ses ventouse, c'est Mesonychoteuthis hamiltoni, alias le cranchiidé de l’Antarctique aussi nommé le calmar colossal, qui est la seule espèce de calmar à posséder des crochets dans les ventouses.

## Nominations
La bête a été nommé en 1996 par un Emmy Award pour Meilleur son et, en 1997, un Saturn Award pour Meilleur présentation à la télévision à l'Académie des films de science-fiction, fantastique et horreur.

## DVD / Blu-ray
- États-Unis :

Aux États-Unis, la mini-série est sortie sous le titre The Beast Extended Version dans sa version uncut en DVD et Blu-ray, le 4 août 2009 chez Timeless Media. Le ratio écran est en 1.33:1 plein écran 4:3 1080p haute définition. L'audio est uniquement en Anglais Dolby Digital 2.0. Pas de choix de langues ni de suppléments disponibles. Il s'agit d'une édition Region A pour le Blu-ray et Zone 1 NTSC pour le DVD.
- France :

Quant à la France, elle est sortie dans sa version intégrale en DVD Keep Case, le 15 juin 2010 chez Opening. Le ratio écran est en 1.33:1 plein écran 4:3. L'audio est uniquement en français Dolby Digital 2.0. Pas de choix de langues ni de suppléments disponibles. Il s'agit d'une édition Zone 2.

### Articles contextes
- Peter Benchley
- La Bête
- Les Dents de la mer